# Urho Kekkonen
Urho Kekkonen (/ˈurho ˈkekːonen/ ), né le 3 septembre 1900 à Pielavesi et mort le 31 août 1986 à la villa de Tamminiemi à Helsinki, est un homme d'État finlandais et le huitième président de la république de Finlande.
Kekkonen maintient la politique de neutralité du président Juho Kusti Paasikivi, qui est connue sous le nom de « Ligne Paasikivi-Kekkonen ». Il fut président sans interruption pendant 25 ans de 1956 à 1981. Il fut aussi Premier ministre à cinq reprises.

## Biographie

### Son ascendance familiale

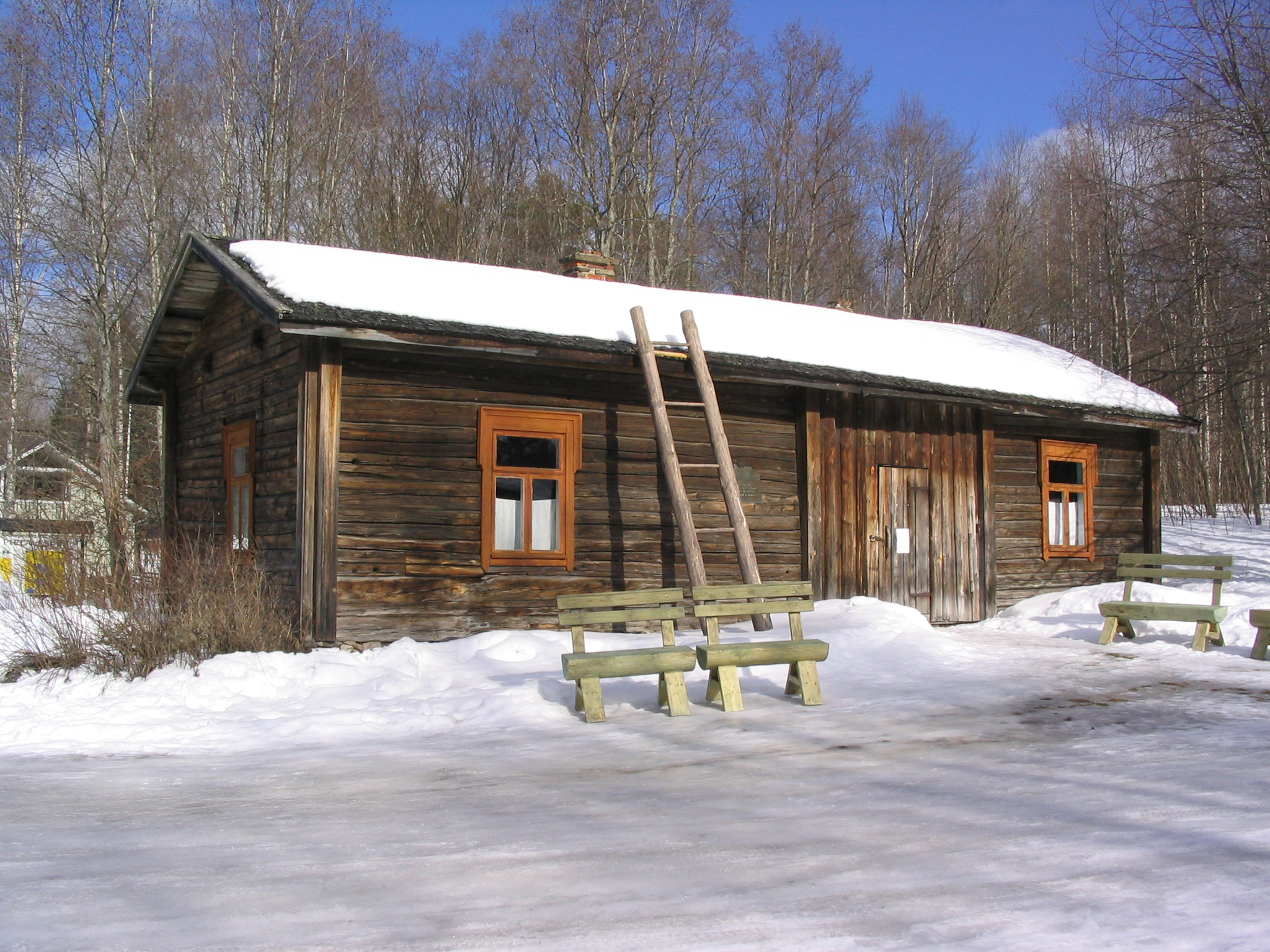
La maison de naissance du président Kekkonen à Pielavesi.

Sa famille est une famille de fermiers modestes sans être spécialement pauvres. Il a été raconté que Kekkonen avait vécu dans une ferme pauvre sans cheminée. Cependant, il fut démontré plus tard que la photographie utilisée comme preuve avait été retouchée et que la cheminée en avait été effacée. La maison appartenait en fait à la famille. Ses ancêtres sont durant au moins 12 générations d'anciens ouvriers agricoles de l'est finlandais. Son grand-père paternel Eenokki fait cependant partie des paysans sans terre dont le nombre a beaucoup augmenté au XIXe siècle et doit assurer sa subsistance par des travaux occasionnels et en travaillant comme valet de ferme.
Eenokki Kekkonen se marie avec Anna-Liisa Koskisen, ils auront 4 garçons : Taavetti, Johannes, Alpertti et Juho. En 1878, Juho Kekkonen quitte son village de Koivujärvi, dans la commune de Pielavesi, il sera le père de Urho Kekkonen.
Son grand-père maternel Aatu Pylvänäinen, cultivant le domaine Tarkkala de Kangasniemi, se marie pendant l'été 1878 avec Amanda Manninen. Ils auront 3 filles : Emilia, Elsa et Tyyne et 2 garçons, Siilas et Eetu.
Son père, Juho Kekkonen, fils d'une famille démunie, doit partir pour les travaux forestiers et arrive en 1898 à Kangasniemi. 
Il y rencontre Emilia, la fille aînée du domaine Tarkkala, qui en gardait le troupeau. 
Ils font connaissance et se marient en 1899. 
Les jeunes mariés s'installent à Otava près de Mikkeli, où Juho Kekkonen a trouvé un emploi à la scierie de bouleaux Halla Oy (fi). 
Plus tard, Juho devient contremaître forestier.
Le couple s'installe à Pielavesi où ils achètent un chalet qu'ils aménagent et agrandissent petit à petit pendant les 6 ans qu'ils y passent. 
À cause de l'aulnaie située à l'arrière de la maison, on appelle celle-ci le chalet de l'aulnaie (en finnois : lepikon torppa). 
Dans les bâtiments attenants, il y a un sauna sans cheminée (fi) dans lequel Urho Kekkonen naît le 3 septembre 1900. 
Sa sœur Siiri y voit le jour en 1904. 
La famille déménage pour Kuopio en 1906, puis à Lapinlahti en 1908. 
La famille mène une vie modeste mais ne manque de rien. 
Jussi (fi), le benjamin de la famille, naît en 1910.

### Sa jeunesse
Né en Savonie, c'est dans le Kainuu qu'il passe la plus grande partie de son enfance. 
Urho Kekkonen dit de sa jeunesse : « J’ai reçu en cadeau une jeunesse heureuse. » Le jeune Urho commence l’école à Lapinlahti pour trois ans, puis un an à Iisalmi suivi de Kajaani en 1911. 
Il n’était pas un élève modèle mais plutôt intenable. 
Il est à la direction du comité des élèves et est l’éditeur de la revue Mielikki de l’école. 
Il lit avec beaucoup d’enthousiasme des œuvres historiques et littéraires. 
À 12 ans, il aide son père dans ses travaux de flottage. 
Urho est un écrivain enthousiaste, ses premiers textes sont publiés mi-1914. 
Ses parents ont les moyens de payer ses études au lycée. Il a deux sœurs, Siiri Kekkonen (1904–1969) qui sera secrétaire en assurances et Jussi Kekkonen (fi) (1910–1962), major et directeur général.
En 1949, quand Kekkonen se prépare à devenir président, on retouche les photographies de la maisonnette de jeunesse en en faisant disparaître la cheminée pour lui donner une image de fils du peuple qui s’est civilisé,. 
Dans ses années de lycée, Kekkonen adhère à la Garde Blanche de Kajaani et participe au commandement du Régiment de guérilla de Kajaani (fi). 
Il participe aux combats entre autres à Kuopio, Varkaus, Mouhu et à Viipuri et commande l’exécution de 13 miliciens rouges à Hamina.

### Études et débuts de sa carrière politique

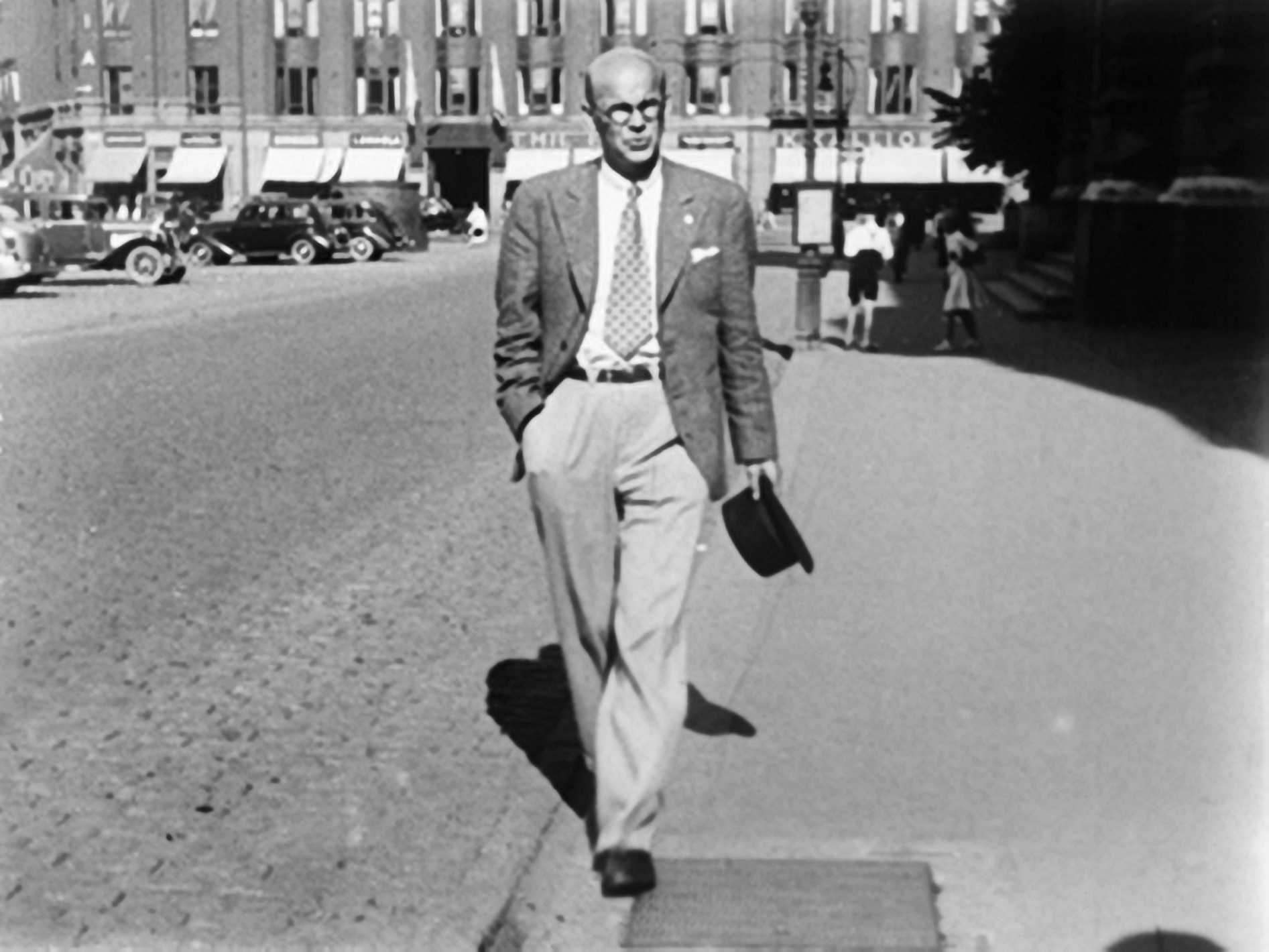
Le jeune avocat Urho Kekkonen marchant à côté de l’Ateneum au début des années 1930.

Kekkonen prépare son baccalauréat à Kajaani en 1919. Il effectue son service militaire à Helsinki et termine sergent. Puis, il s’installe à Helsinki en 1921 pour étudier et obtient sa maîtrise de droit en 1926. 
Il milite activement à l’organisation étudiante Pohjois-Pohjalainen Osakunta et est éditeur en chef de la revue universitaire Ylioppilaslehti (fi) de 1927 à 1928.
Pendant ses études de droit, il est juge suppléant et travaille pour la Police secrète finlandaise (en finnois : Etsivä keskuspoliisi). Il se forme aux activités anticommunistes et ses adversaires le jugent très professionnel. 
C’est en travaillant à la police secrète qu’il rencontre Sylvi Uino (1900-1974), dactylographe et fille de pasteur, qu’il épouse en 1926.
Kekkonen commence à projeter sa thèse sur ses activités de police secrète. Il dut cependant démissionner après avoir proposé publiquement que la police secrète soit fusionnée avec la police criminelle (fi). 
En 1927, il devient avocat de l'association des communautés rurales (Maalaiskuntien liito) mais ses activités publiques conduisent à la rupture de son contrat de travail en 1932. En 1936, il soutient sa thèse de doctorat sur les relations entre la loi électorale et la loi finlandaise. Les fondements idéologiques de sa pensée nationaliste apparaissent déjà dans ses actions politiques à l’université et il lui semble naturel de les prolonger par ses activités pour la Société académique de Carélie (en finnois : Akateeminen Karjala-Seura, acronyme AKS).
L’intégrité populaire, la russophobie, la politique linguistique finlandaise et la question de la Carélie orientale sont des sujets qui lui importent beaucoup.  Urho Kekkonen écrit des articles dans la revue Suomen Heimoon de l'AKS et en 1930, il devient président de l'association Suomalaisuuden Liitto absorbée par l'’AKS trois ans plus tôt. En 1932, il quitte cependant l’AKS avec d’autres membres centristes quand la majorité de l’AKS refuse de condamner la Rébellion de Mäntsälä. Il continue à piger pour la revue de l’association de la finnicité ‘’Finlandais en Finlande’’ (Suomalainen Suomessa) qui devient Kanava (fi). 
Dans ses articles, il se concentre sur le développement de la finnisation de l’Université. Il préside la Fédération finlandaise d'athlétisme de 1928 à 1931 (SVUL), à laquelle il donne son nom actuel de SUL, jusqu'en 1947.

### Activités de politique partisane
En 1932, Kekkonen voyage en Allemagne et témoigne de la montée au pouvoir d'Adolf Hitler. L'année suivant cette expérience, il adhère au Parti du centre et publie un pamphlet intitulé l'autodéfense de la démocratie. Il y alerte au sujet de le montée de l'extrême droite et indique entre autres que le gouvernement peut devoir limiter la liberté de parole afin d'empêcher l'effondrement de la démocratie.
Dans sa vie professionnelle, il devient fonctionnaire au Ministère de l'Économie. En 1936, il tente pour la seconde fois d'entrer au Parlement et est élu député de la province de Viipuri.
On le nomme immédiatement ministre de la Justice du gouvernement de Kyösti Kallio (poste qu'il occupera jusqu'en 1937), puis ministre de l'Intérieur du gouvernement d'Aimo Kaarlo Cajander. 
Il essaie d’interdire le parti d’extrême droite intitulé Mouvement patriotique en 1938 : cet échec est devenu le concept connu appelé le sac à malices de Kekkonen (en finnois : Kekkosen konstit).
Le professeur Bruno Salmiala (fi), l'un des membres les plus éminents du Mouvement patriotique, y fait encore référence en 1968.
Kekkonen ne sera pas du gouvernement de la guerre d'Hiver. Au Parlement, il s’oppose à la signature du traité de Moscou (signé en mars 1940) et pèse pour la continuation de la guerre. Entre 1940 et 1943, il dirige le Centre de service aux populations déplacées, puis de 1943 à 1945, il travaille au ministère des Finances où son rôle est de rationaliser l’administration publique.
Début 1942, Kekkonen commence à écrire pour Suomen Kuvalehti sous le pseudonyme Pekka Peitsi des articles sur la politique étrangère et sur les évènements de la Seconde Guerre mondiale. 
Auparavant, ces vues étaient rédigées par le major Wolfgang Hallstén Halsti (fi) qui avait dû arrêter d’écrire à la demande du commandement général.

### Président de la Finlande

#### Premier mandat (1956-1962)

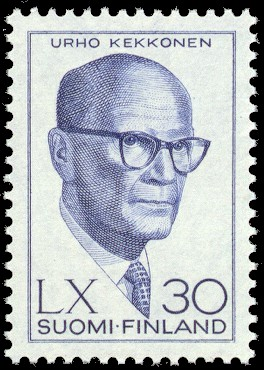
Timbre de 1960 à l'effigie de Urho Kekkonen.

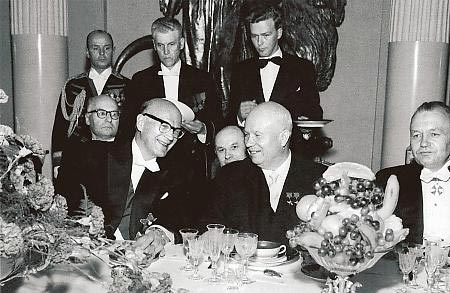
Nikita Khrouchtchev fêtant le de Kekkonen à Tamminiemi.

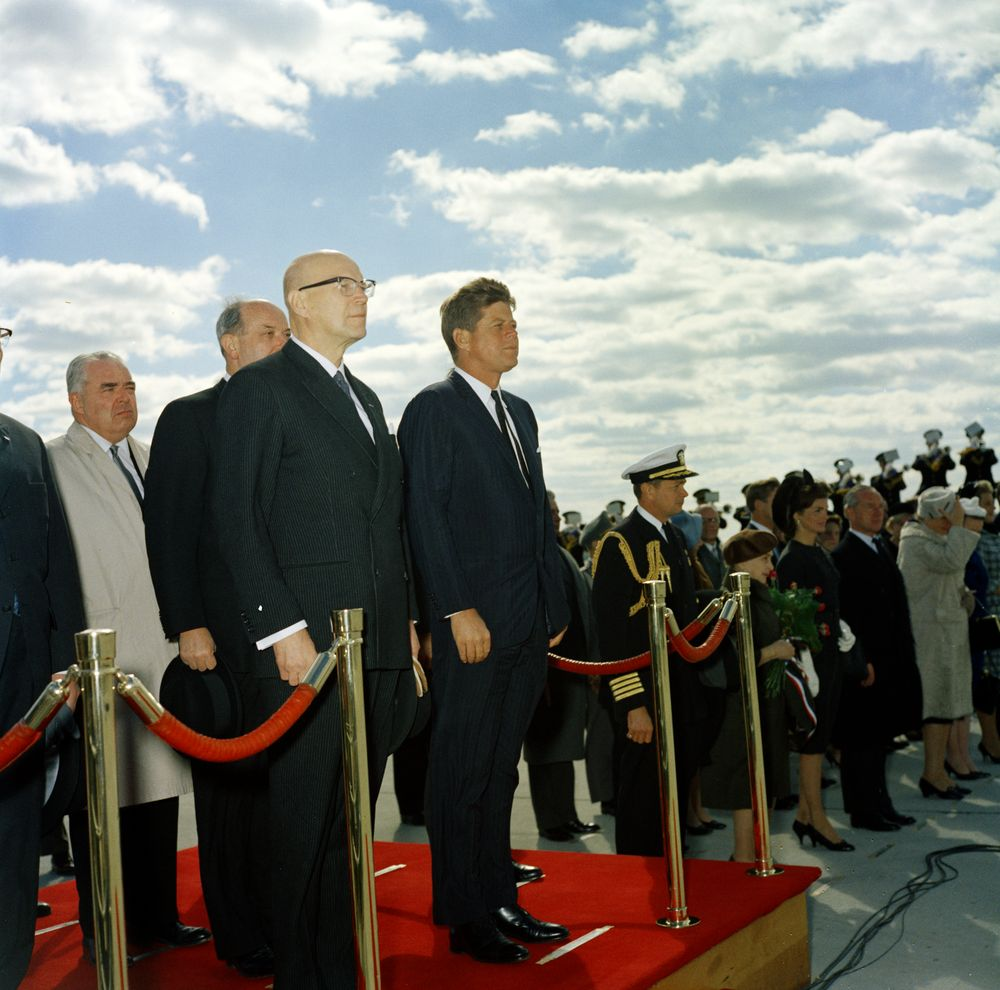
Kekkonen et John F. Kennedy en 1961.

Le 17 janvier 1956, Urho Kekkonen est élu président de la République par 151 voix contre 149 pour son concurrent le social-démocrate Karl-August Fagerholm. 
Kekkonen avait obtenu l'appui de 88 grands électeurs et il devait donc obtenir le soutien d'autres électeurs. Le ralliement du groupe SKDL qui vota pour lui à l'unanimité et la majorité du Parti populaire de Finlande furent décisifs. 
L'identité du votant manquant n'a jamais été clarifiée. Il est considéré comme possible que les votes aient été donnés des deux côtés.
Le SAK annonce une grève générale qui débute le jour de l’investiture du nouveau président le 1er mars 1956. Le SAK n’admettra jamais que la grève soit politique, mais l’élection de Kekkonen est considérée comme ayant contribué à la mise en place de cette action revendicative. Au début de sa présidence, Kekkonen essaye de garder un profil bas, en particulier dans le domaine de la politique intérieure".
La présidence de Kekkonen correspond au passage à une nouvelle ère, entre autres parce qu'à la fin de sa première année de présidence, aucun de ses prédécesseurs ne reste en vie. En effet, Risto Ryti est mort en octobre 1956 et Juho Kusti Paasikivi en décembre de la même année.
En août 1958, le gouvernement Fagerholm de large union que l'on nommera plus tard le gouvernement des gels de nuit (fi), est formé ; l’Union soviétique affichera discrètement son opposition à ce gouvernement. 
Le président Kekkonen adhère à la critique et agit de son côté pour que le gouvernement tombe en décembre. Les chercheurs ne sont pas d’accord sur les motivations de Kekkonen. La chute du gouvernement Fagerholm complique la formation d'un gouvernement majoritaire. Il devient nécessaire de former un cabinet minoritaire qui s'appuie principalement sur le Parti du centre.
Les luttes intestines des sociaux-démocrates ajoutent à la tendance à la fragmentation en politique intérieure.
En avril 1961, Kekkonen prévoit de dissoudre le Parlement et ainsi de gêner l'alliance qui se forme à son encontre et qui menace de présenter contre lui l'ancien procureur général Olavi Honka (fi). 
L'URSS envoie fin novembre une note de crise (fi) où elle s’alarme d’une aggravation des relations internationales et demande des consultations militaires dans le cadre de l'accord YYA. 
Honka abandonne alors sa candidature et Kekkonen obtient 111 voix de soutien pour l'élection de janvier 1962 où, avec 199 voix, il est réélu président

#### Deuxième mandat (1962-1968)

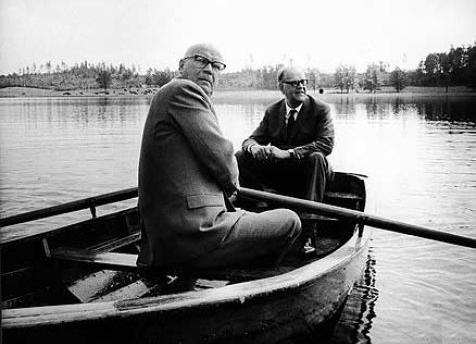
Tage Erlander et Urho Kekkonen en 1967.

Comme conséquence de la crise, on estime qu'il n'y a plus vraiment d'opposition en Finlande et Kekkonen peut se présenter comme un dirigeant politique en position de force, ce qui eut par la suite des aspects douteux.
Kekkonen essaie d’obtenir l’appui du parti majoritaire, car sans lui, le président n’aurait pas pu utiliser longtemps ses prérogatives à leur maximum. Pour accéder à la responsabilité gouvernementale, le parti doit lui affirmer sa confiance dans le domaine des affaires étrangères, c'est-à-dire accepter la ligne de politique étrangère de Kekkonen.
Par exemple, Johannes Virolainen du parti Kokoomus accède au gouvernement dès qu'il a affiché sa loyauté à l'égard de Kekkonen.
Kekkonen obtient beaucoup de pouvoir aussi grâce à ses relations personnelles. Il garde un contact régulier avec ses amis de sa période estudiantine, mais aussi avec ses compagnons de chasse, de pêche et de ski. Pour les jeunes, il organise des invitations d'enfants dans son habitation officielle de Tamminiemi.
Il développe des relations avec des personnes de confiance dans l'administration publique, tous les partis politiques significatifs et la sphère économique, en particulier publique. Il a aussi de nombreux amis artistes. Kekkonen est d'un tempérament direct et il sait établir des relations avec des personnalités diverses et des personnes venant de différents milieux sociaux bien avant que le réseautage ne deviennent une activité à la mode.

#### Troisième mandat (1968-1978)
Si Kekkonen est obligé de coopérer dans le domaine de la politique intérieure, pour la politique étrangère il est en mesure de décider plus facilement. Il ne travaille jamais qu'avec des assistants choisis par lui-même et venant du ministère des Affaires étrangères. Dans les années 1960, il prend des initiatives pour une zone nordique dénucléarisée (fi), pour la paix frontalière avec la Norvège et pour l’OSCE.
L'objectif est d'éviter l'application du traité YYA dans le cadre duquel la Finlande aurait dû commencer une coopération militaire, et ainsi de renforcer la Finlande dans sa recherche politique de neutralité. 
En 1968, après l'invasion de la Tchécoslovaquie, la neutralité devient encore plus difficilement tenable.
En 1970, Kekkonen prévient les Soviétiques qu'il renoncera à être président et que le traité YYA ne sera pas prorogé si l'URSS continue de refuser la neutralité de la Finlande.
Les élections législatives de 1970 (fi) marquent la fin de la coopération du Front populaire. 
Kekkonen s'investit dans des activités de politique intérieure jusqu'à être Premier ministre de facto. Il participe entre autres aux actions de négociation de l'accord dit « accord UKK ». 
En toile de fond, la grève des métallos de 1970 inspire à l’ambassadeur soviétique Aleksei Beljakov de fomenter l’organisation d’une révolution en Finlande. Quand la situation politique de la Finlande se calme, Beljakov rentre discrètement dans son pays
En janvier 1973, le Parlement vote une loi d'exception par laquelle la présidence de Kekkonen est prolongée de quatre ans. C'est la troisième fois que le chef de l'État est désigné sans vote ni mise en concurrence ; en effet, Gustaf Mannerheim avait été nommé régent en décembre 1918 pour écarter la Finlande de la voie pro-allemande, puis comme président en août 1944 quand la Finlande voulait se retirer de la guerre de Continuation et se défaire des liens avec l'Allemagne.
Les recherches historiques font apparaître des vues très différentes sur le fond des lois d'exception. 
Selon les recherches de Martti Häikiö, en janvier 1972, Kekkonen force Ahti Karjalainen à proposer la prolongation de son mandat présidentiel. 
Après quoi, Kekkonen nomme en février le gouvernement minoritaire de Rafael Paasio et propose la loi d'exception en avril avant que les plus grands partis, le Parti social-démocrate et le Parti du centre, ne cherchent à imposer leur propre candidat lors de leur rassemblement estival.
Ce choix nuit surtout à Ahti Karjalainen, qui est alors considéré comme le successeur de Kekkonen et au président du Parti du centre Johannes Virolainen, qui est apprécié des militaires.

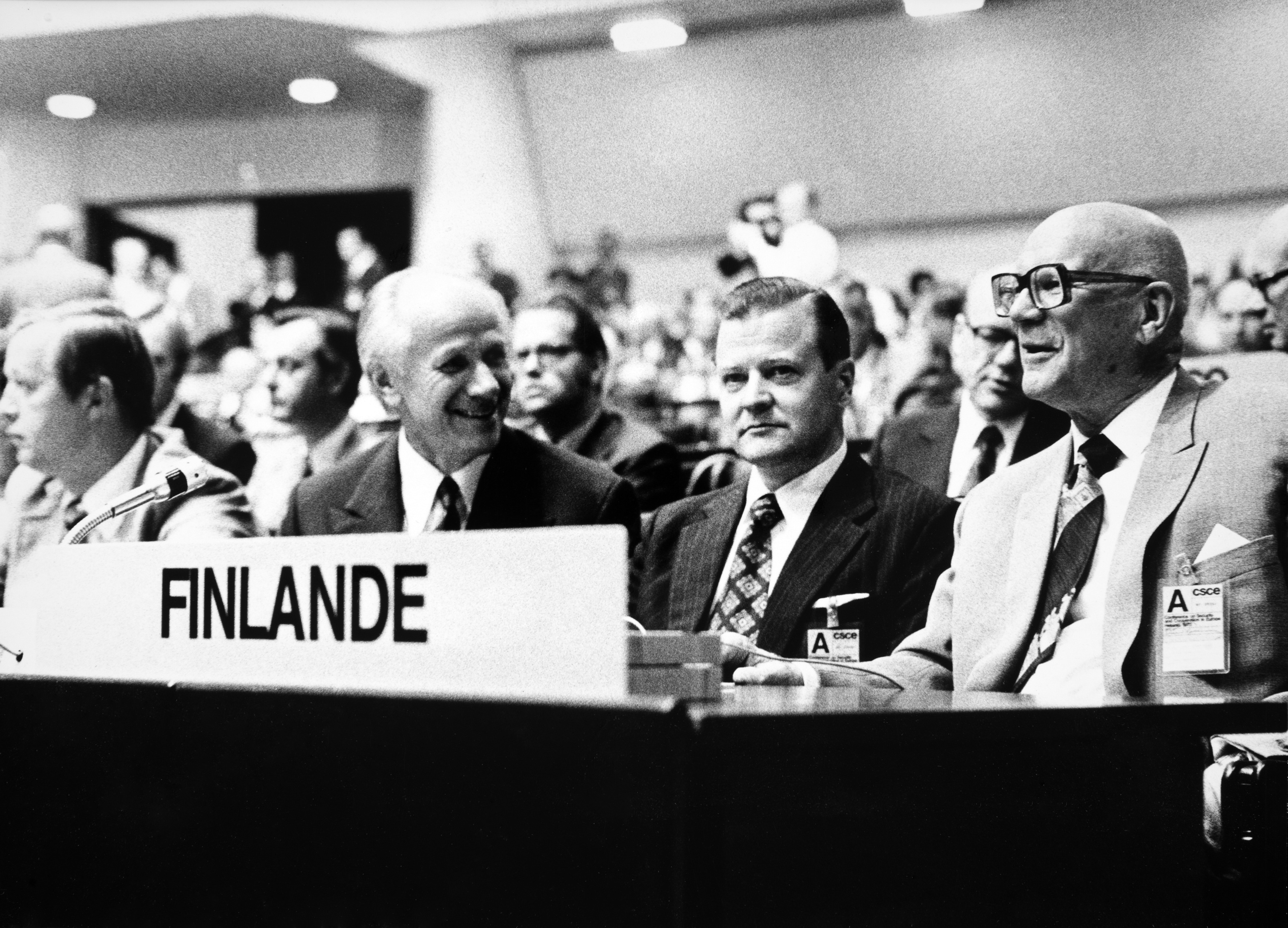
Le sommet de la CSCE à Helsinki en 1975.

La loi d'exception n'est cependant pas facile à faire adopter car elle exige une majorité des 5/6e des députés. Pour qu'une telle majorité parlementaire vote la loi, on présente un dispositif en trois parties : la loi d'exception, un accord de libre échange commercial avec la CEE et des lois de régulation et de protection économiques appuyées par la gauche. Malgré cette proposition groupée, le gouvernement de Kalevi Sorsa ne parvient pas à obtenir la majorité qualifiée, et en conséquence Kekkonen le menace en décembre de ne plus pouvoir être président. Publiquement, il évoque comme raison la prétendue fuite et publication du mémorandum de Zavidovo qui concernait les discussions entre Kekkonen et les dirigeants soviétiques. 
La loi d’exception est finalement votée en janvier 1973 par 170 voix contre 28 et la présidence de Kekkonen est prolongée jusqu'en 1978.
Le décès de Sylvi Kekkonen, au début du mois de décembre 1974, est un coup dur pour son mari. Ainsi, selon Johannes Virolainen, les déclarations de Kekkonen en politique intérieure deviennent alors de plus en plus violentes.
À l'été 1975, Kekkonen préside la conférence sur la sécurité et la coopération en Europe (CSCE) à Helsinki. Cet évènement est considéré comme étant le sommet de sa carrière. Cette même année, Kekkonen est l'un des candidats les plus cités pour le prix Nobel de la paix. Thorbjörn Fälldin, le président du Parti du centre suédois propose son attribution à Kekkonen bien avant le sommet de la CSCE. Le comité des sages du prix Nobel l'attribue finalement au physicien atomiste Andreï Sakharov.

#### Quatrième mandat (1978-1982)

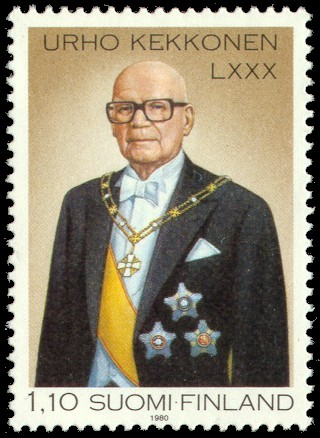
Timbre poste à l’effigie de Urho Kekkonen en 1980.

Comme il n'existe pas d’opposant à prendre au sérieux et qu'il n'y a pas de compétiteur offrant une alternative réelle, le pouvoir de Kekkonen s'étend, selon certains analystes, trop fortement dans certains domaines. Il se présente déjà à cette époque comme le candidat du centre pour l'élection présidentielle de 1978. Le SDP demande à l'homme d'État d'être son candidat avant que celui-ci se positionne politiquement au centre. À l'automne, Kekkonen « malmène » les dirigeants du parti populaire du gouvernement de Miettusen.
Neuf partis politiques appuient aveuglement la candidature de Kekkonen, y compris le Parti social-démocrate et le Parti de la Coalition nationale. Il humilie ses compétiteurs en refusant de participer aux débats télévisés et, avec l'appui des quatre principaux partis, il remporte l'élection avec 259 voix sur 300, son principal rival démocrate-chrétien Raino Westerholm n'obtenant que 25 voix,.
Selon les historiens et analystes politiques finlandais, il y avait au moins trois raisons pour que Kekkonen s'accroche au pouvoir :
- Il pense qu'aucun de ses successeurs ne gérera suffisamment bien la politique étrangère de la Finlande ;
- Jusqu'à l'été 1978, il pense que son expérience est vitale pour améliorer les relations finno-soviétiques. On peut citer ses capacités diplomatiques à rejeter l'offre de coopération militaire renforcée faite par Dmitri Oustinov ;
- Il pense que travailler le plus longtemps possible lui permettra de rester en bonne santé et de vivre plus longtemps[9]. Ses critiques les plus sévères comme Veikko Vennamo pensent qu'il est resté aussi longtemps président principalement par sa soif de pouvoir et celle de ses associés principaux[10].

En 1979, Urho Kekkonen reçoit le prix Lénine pour la paix.
Au cours des années 1970, des rumeurs commencent à circuler concernant l'état de santé et les changements d'humeur du président. Par exemple, lors de la présentation des vœux de nouvel an à la télévision, son affaiblissement devient de plus en plus visible. Les médias se donnent pour règle de ne pas colporter ces rumeurs afin de respecter la vie privée du chef de l'État. L'état de santé de Kekkonen ne sera rétrospectivement présenté comme extrêmement mauvais qu'à l'hiver 1980.
Durant l'hiver et le printemps 1981, la santé du président ayant beaucoup décliné, il réfléchit sérieusement à l'interruption de son mandat
De l'avis de beaucoup d'analystes, la fin du « règne » de Kekkonen intervient à la suite du refus du Premier ministre Mauno Koivisto de quitter ses fonctions alors qu'on le lui a demandé clairement. Koivisto refuse la demande de Kekkonen en arguant du fait que selon la constitution, le gouvernement doit avoir la confiance du Parlement mais pas celle du président. L’incident est considéré comme le signe de la déchéance définitive de la santé mentale et physique de Kekkonen. Le président ne se remet pas du choc de cette atteinte à son autorité.
La chute de Kekkonen dans un aéroport en 1980 provoque une certaine agitation quand la chaine de télévision Yleisradio refuse de diffuser l'information dans son programme Pressiklubi. Selon les avis, il s'agit soit de censure, soit d'une marque de respect pour une personne âgée. Selon son adjudant Juha Engström, la chute de Kekkonen serait due à un éblouissement et à ses lunettes très épaisses, ce qui ne lui a pas permis de voir la dernière marche de la passerelle. Aucune image n'est diffusée à l’époque de l’accident
La santé de Kekkonen le lâche de façon évidente en août 1981 lors d’un voyage de pêche en Islande. En septembre, il doit s'arrêter pour cause de maladie et doit présenter sa démission le 27 octobre. Après cette date, il n'apparait plus en public et des photographies parues dans Uusi Suomi montrent que son état de santé a très fortement décliné. Il demeure cependant le chef de l'État en titre jusqu'au 27 janvier 1982 quand Mauno Koivisto prête serment comme nouveau président.

### Ses dernières années

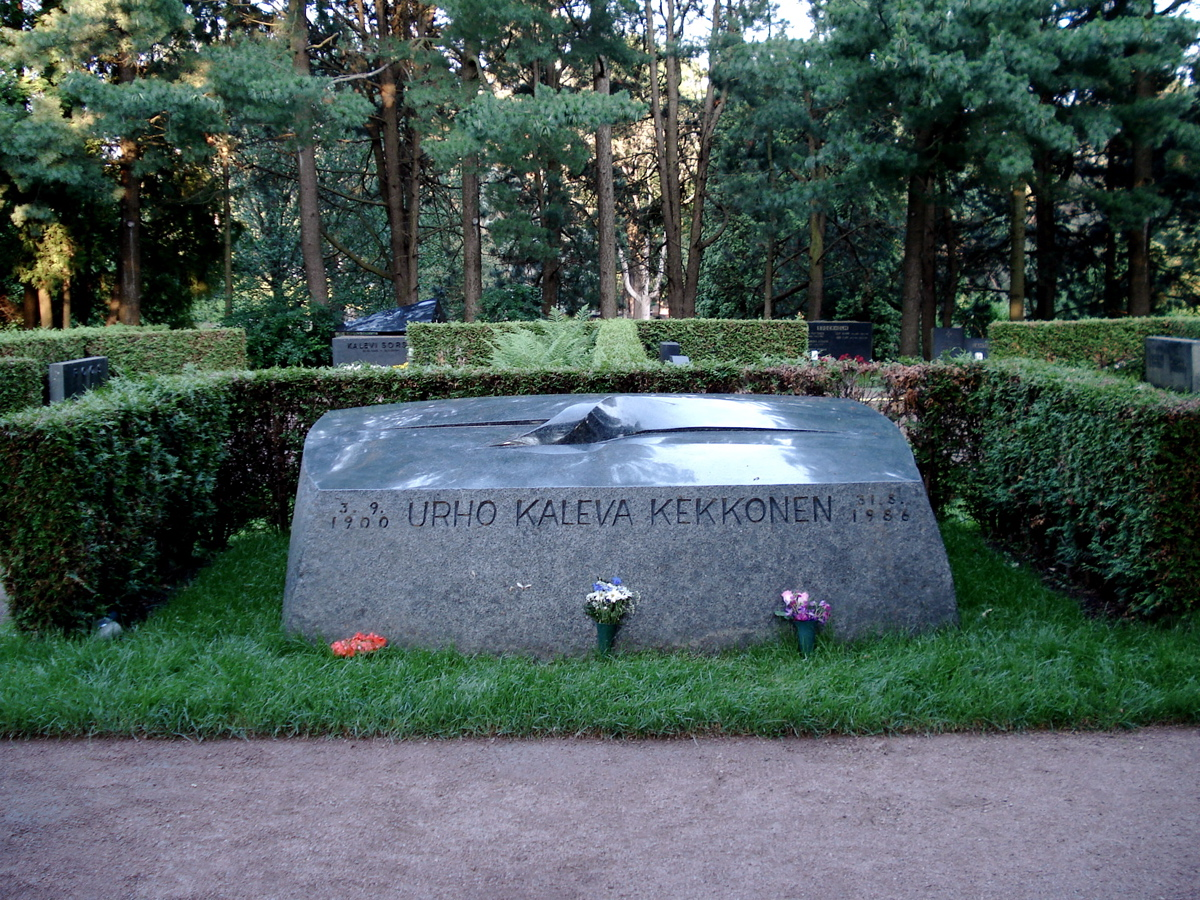
Tombe de Kekkonen au Cimetière de Hietaniemi.

À partir de décembre 1980, Kekkonen souffre d'une maladie non divulguée affectant ses fonctions cérébrales et lui amenant parfois des pensées délirantes. Dès 1972, il souffre de courtes pertes de mémoires qui deviennent de plus en plus fréquentes à la fin des années 1970. À la même époque, sa vue a tellement faibli que, pendant toutes ses dernières années d'activité, tous les documents doivent être frappés en caractères majuscules. À partir du milieu des années 1970, Kekkonen souffre aussi de pertes d'équilibre et à partir de 1974 du gonflement de sa prostate. Il faut ajouter de violentes migraines occasionnelles et on lui découvre un diabète,. Selon son biographe Juhani Suomi, Kekkonen ne pensera pas à abandonner son poste avant que son état physique ne commence à fortement se détériorer en juillet 1981. Finalement, il sera démis par Mauno Koivisto en 1981.
Selon Seppo Zetterberg, Allan Tiitta et Pekka Hyvärinen, Kekkonen voulait obliger Koivisto à démissionner pour diminuer ses chances de lui succéder comme président. Selon Juhani Suomi, la raison est autre : Kekkonen avait à plusieurs reprises critiqué Koivisto pour sa lenteur à prendre des décisions politiques et pour sa tendance à parler de façon peu claire et trop philosophique,,.
Kekkonen démissionne officiellement le 27 janvier 1982. Il meurt en Tamminiemi en 1986 trois jours avant son 86e anniversaire. Il est enterré avec les honneurs. Ses proches restreignent l’accès à ses notes personnelles et plus tard on nomme un biographe officiel, Juhani Suomi, qui défend une version officielle de l'histoire de Kekkonen et qui dénigre toutes les autres interprétations.

## Son influence

### Renommée et héritage politique
Urho Kekkonen est resté très populaire pendant l'ensemble de ses mandats, en particulier pour ses contemporains membres du Parti du centre, cette popularité laissant graduellement place à un véritable culte de sa personnalité.
Par la suite, des controverses ont porté sur l’interprétation de sa politique et son influence au regard de la finlandisation, une politique qui laissait le pays sous influence soviétique. Par exemple, il a été prouvé qu’il avait insisté pour que les Soviétiques qui tentaient de s’échapper via la Finlande soient renvoyés de force en URSS.
Bien que controversée, sa politique de neutralité favorisa les relations commerciales autant avec l’Est qu'avec l’Ouest, et les accords commerciaux bilatéraux conclus dans ce contexte ont été très lucratifs pour de nombreuses entreprises finlandaises. Ses présidences ont ainsi été une période de croissance économique forte et d'intégration croissante avec l’Ouest, par exemple à travers l’Association européenne de libre-échange.
D'après Oleg Gordievsky et Christopher Andrew, Kekkonen aurait été un agent du KGB, le plus haut placé jamais recruté par le renseignement soviétique dans une sphère gouvernementale pendant la Guerre froide.

### Image dans l'art et la culture populaire

Kekkonen est devenu une icône de la culture populaire. Graffiti d’un artiste inconnu représentant Kekkonen dans le tunnel de la gare de Pieksämäki.

Kekkonen a été beaucoup traité dans l’art et la culture populaire finlandais. On peut prendre comme exemple les caricatures de Kari Suomalainen réalisées durant la présidence de Kekkonen. De nombreux livres de blagues suivront, le premier paru en 1966 écrit intitulé Kekkoskaskut. De même, au temps de la présidence de Kekkonen, on peut rappeler la parution en 1970 de l’album Underground Rock du groupe Suomen Talvisota 1939-1940, qui contenait un morceau nommé Kekkonen rock.
Plus tard suivront le roman Myyrä de Jari Tervo, le livre satirique Urho Kekkonen de Karo Hämäläinen, le court métrage cinématographique Kekkonen de Jari Alakoskela, le thriller Adieu au Président de Matti Kassila.
Dans les bandes dessinées, on peut entre autres citer la série Kekkonen de Matti Hagelberg et la série sur la biographie de Kekkonen réalisée par Tapani Bagge et Samson. Dans Le Lièvre de Vatanen, roman d'Arto Paasilinna, une partie du livre est consacrée à une hypothétique manipulation de l'État finlandais par laquelle Kekkonen aurait été remplacé par un sosie, cette manœuvre visant à cacher sa mort afin de ne pas déstabiliser le pays. Cette conspiration fait en réalité référence aux dernières années du mandat de Kekkonen durant lesquelles sa maladie était cachée aux Finlandais. Dans un autre roman d'Arto Paasilina, Sang chaud, nerfs d'acier, au chapitre 25 titré Hanna et Urho, Kekkonen apparaît comme un démagogue populiste et coureur de jupons.
La Fête de la musique de Ilmajoki présentera en 2013–2014 la première de l’Opéra Kekkonen composé par Uljas Pulkkis sur un livret de Lasse Lehtinen.

## Écrits de Urho Kekkonen
- (fi) Urho Kekkonen, Demokratian itsepuolustus, WSOY, 1934 (lire en ligne)
- (fi) Urho Kekkonen, Kunnallinen vaalioikeus Suomen lain mukaan (väitöskirja), Otava, 1936
- (fi) Urho Kekkonen, Onko maallamme malttia vaurastua, Otava, 1952
- (fi) Urho Kekkonen, Uusi kunnallisvaalilaki selitettynä, 1953
- (fi) Urho Kekkonen, Puheita ja kirjoituksia 3 (1916−1955), Weilin+Göös, 1969 (ISBN 951-35-0359-3)
- (fi) Urho Kekkonen, Puheita ja kirjoituksia 4, Weilin+Göös, 1972 (ISBN 951-35-0862-5)
- (fi) Urho Kekkonen, Muutoksen datekymmenet, Weilin+Göös, 1975 (ISBN 951-35-1409-9)
- (fi) Urho Kekkonen, Datesatani 1, Otava, 1981 (ISBN 951-1-06566-1)
- (en) Urho Kekkonen, A president's view, Heinemann, 1982, 195 p. (ISBN 978-0434386314)
- (en) Urho Kekkonen, Neutrality,Finnish Position, William Heinemann Ltd, 1970, 304 p. (ISBN 978-0434386307)